# أرابتك
شركة أرابتك القابضة ش.م.ع هي أكبر مجموعة إنشاءات في دبي وأكبرها تداولا في دول مجلس التعاون الخليجي، إلى جانب الشركات التابعة لها، تقدم خدمات البناء (من خلالها و الشركات التابعة) للقطاعات السكنية والتجارية والنفط والغاز والبنية التحتية والطاقة وإدارة المرافق وتطوير العقارات في دولة الإمارات العربية المتحدة وعلى الصعيد الدولي..تعمل من خلال البناء.الميكانيكية والكهربائية والسباكة.النفط والغاز والبنية التحتية والطاقة؛ وشرائح أخرى.تعمل الشركة في بناء الأبراج الشاهقة والمباني والفيلات السكنية، وكذلك تتولى أعمال الصرف الصحي والكهرباء والميكانيكية والسباكة والمقاولات وما يتصل بها، والأعمال المدنية والبنية التحتية.كما تشارك في أنشطة الاستثمار والتطوير والتأجير والإدارة العقارية؛ يشتري ويبيع العقارات؛ ويستأجر ويدير ممتلكات الطرف الثالث.بالإضافة إلى ذلك، تقوم الشركة بتصنيع الألواح الجاهزة؛ وتصنع الهياكل والأشكال الفولاذية، بالإضافة إلى تصنيع ونقل الخرسانة الجاهزة.
نفذت أرابتك عددًا من مشاريع البناء البارزة، بما في ذلك برج خليفة (أطول مبنى في العالم)، وتجهيز برج العرب (رابع أطول فندق في العالم الذي شيدته شركة الحبتور للمشاريع الهندسية بالشراكة مع موراي وروبرتس )، متحف اللوفر في أبو ظبي، المبنى 1 بمطار دبي الدولي ومحطة الركاب في مطار دبي وورلد سنترال الدولي (الآن مطار آل مكتوم الدولي).
أرابتك لديها اتفاقيات تجارية مع عدد من تكتلات البناء الكبرى في جميع أنحاء العالم، بما في ذلك مجموعة بن لادن السعودية.
في 30 سبتمبر 2020، تقدمت أرابتك بطلب للتصفية بسبب وضعها المالي غير المستقر في أعقاب تداعيات جائحة فيروس كورونا.

## المشاريع المشتركة والشركات التابعة لها
- أرابتك القابضة ش م ع، دبي، الإمارات العربية المتحدة - شركة قابضة - إدارة الشركات التابعة.[5]
- النمساوية العربية الجاهزة، دبي، الإمارات العربية المتحدة - تصنيع ونقل منتجات الخرسانة الجاهزة.[6]
- شركة هاوس أف إيكويبمنت أل أل سي، دبي، الإمارات العربية المتحدة - تجارة وتأجير معدات البناء.[7]
- شركة أرابتك للإنشاءات - قطر ذ م م، الدوحة، قطر - الإنشاءات المدنية والأعمال ذات الصلة.[8]
- أرابتك بريكاست ذ م م، دبي، الإمارات العربية المتحدة - تصنيع الألواح الجاهزة.[9]
- مصنع ناصر بن خالد للخرسانة الجاهزة، الدوحة، قطر - تصنيع ونقل منتجات الخرسانة الجاهزة.[10]
- شركة صقر الإمارات للكهرباء والميكانيك (إيفيكو) ذ م م، دبي، الإمارات العربية المتحدة - عقود الكهرباء الميكانيكية والسباكة.[11]
- أرابتك للإنشاءات (الهند) برايفت ليمتد، جورجاون، الهند - مشروع مشترك مع شركة راهيجا للمطورين لأعمال بناء المجمعات السكنية.[12]
- أرابتك للخدمات الهندسية ذ م م، دبي، الإمارات العربية المتحدة - أعمال إنشاء البنية التحتية.[13]
- شركة أرابتك للإنشاءات - سوريا ش.ذ.م.م، سوريا - الإنشاءات المدنية والأشغال المرتبطة بها.[14]
- شركة أرابتك باكستان المحدودة، باكستان - الإنشاءات المدنية والأشغال ذات الصلة.[15]
- شركة تارجت للإنشاءات الهندسية، أبو ظبي، الإمارات العربية المتحدة - الإنشاءات المدنية والأعمال المتعلقة بها.[16]
- شركة الخليج للصناعات الحديدية ش.م.ح، الشارقة، الإمارات العربية المتحدة - تصنيع الهياكل والأشكال الحديدية.[17]
- أرابتك المملكة العربية السعودية ذ م م، المملكة العربية السعودية - الإنشاءات المدنية والأعمال ذات الصلة
- بوليبود الشرق الأوسط أل أل سي، أبو ظبي، الإمارات العربية المتحدة - تصنيع الحمامات والمطابخ [18]
- أرابتك مصر ذ م م، القاهرة، مصر - أسواق الإنشاءات والبنية التحتية المصرية مع التركيز على المشاريع السكنية والبنية التحتية والتجارية.[19]
- أرابتك - سامسونج الهندسية، دبي، الإمارات العربية المتحدة - مشاريع الطاقة والطاقة في شمال إفريقيا والشرق الأوسط.[20]
- أرابتك راهيجا، دلهي - إن سي آر، الهند - الإنشاءات المدنية والأشغال ذات الصلة.[21]